# 艾氏視星鯰
艾氏視星鯰（學名：Astroblepus eigenmanni）為輻鰭魚綱鯰形目視星鯰科視星鯰屬的其中一種，為熱帶淡水魚，分布於南美洲厄瓜多爾太平洋沿岸淡水流域，體長可達10公分，棲息在底層水域，生活習性不明
。

## 扩展阅读
維基物種上的相關：艾氏視星鯰